# Tim Anderson (Dirigent)
Tim Anderson (* 15. Juli 1992 in London, England) ist ein britisch-deutscher Dirigent.

## Leben und Werk
Anderson studierte an der Dr. Challoner's Grammar School in Buckinghamshire, an der Junior Guildhall School of Music und am New College in Oxford, wo er Stipendiat für Klavier und Dirigieren war. Außerdem nahm er an Meisterkursen mit Bernard Haitink und Richard Bonynge sowie an der Jorma Panula Academy in Helsinki und der Solti Academy in Venedig teil.
Nach Aufführungen von Humperdincks „Hänsel und Gretel“ in Oxford im Jahr 2012 wurde Anderson 2013 auf Einladung des damaligen Intendanten Gerard Mortier (der im Rahmen des Humanitas-Programms eine Gastprofessur an der Universität Oxford innehatte) als Korrepetitor und Dirigent an das Teatro Real in Madrid eingeladen. 2015 kam Anderson als Korrepetitor an die English National Opera und arbeitete beim Glyndebourne Festival zum ersten Mal mit dem Dirigenten Ivor Bolton zusammen.
Als Dirigent ist Anderson unter anderem im Wiener Konzerthaus, im Barbican, im Southbank Centre, in der Semperoper Dresden, im Stadttheater Klagenfurt und in der NOSPR-Halle aufgetreten. Bemerkenswerte Arbeitsbeziehungen bestehen mit Glyndebourne, der Royal Opera Covent Garden, der Deutschen Oper Berlin, der Niederländischen Nationaloper, der London Sinfonietta, dem Klangforum Wien, dem London Philharmonic Orchestra und der Birmingham Contemporary Music Group. Anderson hat u. a. den Dirigenten Vladimir Jurowski, Ivor Bolton, Sir Donald Runnicles und Nicholas Carter assistiert.
Als Verfechter der zeitgenössischen Musik hat Anderson eine Reihe bedeutender Uraufführungen dirigiert, darunter Bernhard Langs Oper „Hiob“, Salvatore Sciarrinos Oper „Il canto s'attrista, perché?“ und George Lewis’ „The Deformation of Mastery“. Im Jahr 2022 dirigierte Anderson das Preisträgerkonzert des Erste-Bank-Kompositionspreises im Wiener Konzerthaus im Rahmen von Wien Modern 35. Im Jahr 2018 dirigierte Anderson die 30-jährige Jubiläumsproduktion von Mark-Anthony Turnages „Greek“. Tim war auch an der Entstehung von Brett Deans „Hamlet“ beteiligt und wird das Stück 2024 im Sydney Opera House dirigieren. Im Jahr 2023 hat Anderson Thomas Adès’ „Powder Her Face“ an der Semperoper Dresden dirigiert.